# Didymella trifolii
Didymella trifolii är en svampart som först beskrevs av Karl Wilhelm Gottlieb Leopold Fuckel, och fick sitt nu gällande namn av Pier Andrea Saccardo 1882. Enligt Catalogue of Life ingår Didymella trifolii i släktet Didymella, ordningen Pleosporales, klassen Dothideomycetes, divisionen sporsäcksvampar och riket svampar, men enligt Dyntaxa är tillhörigheten istället släktet Didymella, familjen Didymellaceae, ordningen Pleosporales, klassen Dothideomycetes, divisionen sporsäcksvampar och riket svampar. Arten är reproducerande i Sverige. Inga underarter finns listade i Catalogue of Life.